# Irmãos de Jesus
Os Irmãos de Jesus (em grego:  ἀδελφοὶ, translit: adelphoi, lit. 'irmãos') são descritos no Novo Testamento, entre eles Tiago, José, Judas e Simão são mencionados.
Católicos, assírios, ortodoxos, luteranos e anglicanos acreditam na virgindade perpétua de Maria, assim como os líderes protestantes Martinho Lutero, Huldrych Zwingli, John Wesley e seus respectivos movimentos; João Calvino acreditava que era possível que Maria continuasse virgem, mas acreditava que a evidência das escrituras era inconclusiva. Aqueles que sustentam essa crença rejeitam a alegação de que Jesus tinha irmãos biológicos e afirmam que esses irmãos de Jesus receberam essa designação por causa de sua associação próxima com a família nuclear de Jesus, como filhos de José de um casamento anterior ou como primos de Jesus.
No século III, os parentes biológicos ligados à família nuclear de Jesus, sem referência explícita a irmãos ou irmãs, eram chamados Desposyni (do em grego:  δεσπόσυνοι, plural de δεσπόσυνος, significando "do ou pertencendo ao mestre ou senhor") O termo foi aplicado pela primeira vez por Sexto Júlio Africano, um escritor do século III.
Entre os argumentos dos estudiosos está o de que os parentes de Jesus ocupavam posições proeminentes na igreja antiga.

## Irmãos e irmãs de Jesus

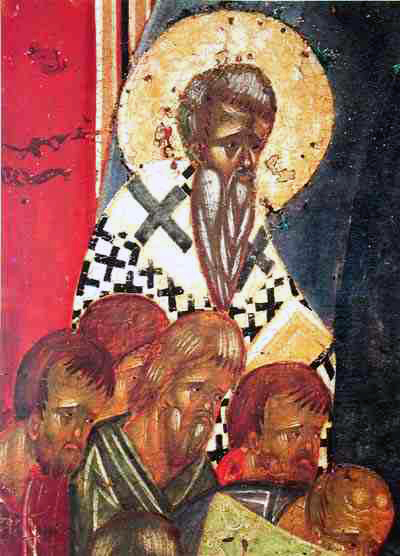
Tiago, irmão do Senhor, o mais conhecido dos desposyni, num ícone russo

Considera-se que Jesus tinha irmãos e irmãs, baseado nos Evangelhos de Hebreus, em Marcos 6:3.[a] e Mateus 13:55–56.[b] Eles também aparecem no trecho conhecido como "verdadeiros parentes de Jesus" em Marcos e Mateus.
Os evangelhos canônicos nomeiam quatro irmãos, entre eles Tiago. Após a morte de Jesus, Tiago, o "irmão do Senhor"[nota c] era o líder da congregação em Jerusalém. e os parentes de Jesus parecem ter tido posições de autoridade nas redondezas da cidade.
Conforme a doutrina da perpétua virgindade de Maria se desenvolveu, principalmente no oriente, os cristãos passaram a considerar os irmãos de Jesus como sendo filhos de José de um outro casamento, e Jerônimo prosseguiu argumentando que os "irmãos" e "irmãs" eram na verdade primos. Os termos "irmão" e "irmã", como utilizados neste contexto, realmente estão abertos a diversas interpretações. As línguas hebraica e aramaica não possuem termo apropriado para indicar os primos, e os designam com a mesma palavra que significa irmãos no verdadeiro sentido.
Não existe uma conclusão definitiva no Novo Testamento se Jesus tinha ou não irmãos de Maria e de José, como aceitavam alguns membros da igreja antiga, posteriormente rotulados como antidicomarianitas. Mas quando Helvídio propôs esta ideia no século IV, Jerônimo, que, ao que parece, já tinha expressado a opinião geral da Igreja na época, defendia que Maria tinha permanecido sempre virgem, argumentando que os que eram chamados de irmãos e irmãs eram na verdade filhos da irmã de Maria, a quem Jerônimo identificou como Maria de Cleofas Mateus 27:56 João 19:25. 
Outra interpretação é que esses irmãos eram filhos de José de um casamento anterior ao de Maria. Embora a aceitação da perpétua virgindade de Maria seja majoritariamente acatada pelos estudiosos, principalmente com base nos testemunhos dos primeiros cristãos (como no primeiro capítulo do Evangelho de Mateus), Maria é apresentada como aquela da qual nasceu Jesus, omitindo-se que dela teriam nascido também os Seus supostos irmãos e irmãs, pelo fato que se dela tivessem nascido não haveriam motivos para não mencioná-los como nascidos dela também. E mesmo que fossem filhos de José com outra mulher não seriam também irmãos de sangue uma vez que Jesus foi acolhido por José como filho apenas por adoção, como O foi revelado pelo anjo em sonho que Jesus era na verdade Filho de Deus Altíssimo e não de homem, de modo que Maria O concebeu, gestou e O deu a luz de forma imaculada. Portanto mesmo que fossem filhos de José com outra mulher só poderiam ser chamado irmãos propriamente no sentido de parentes próximos como primos. Estudiosos do Jesus Seminar sugerem que a doutrina da perpétua virgindade de Maria impediu o reconhecimento de que os irmãos de Jesus eram filhos biológicos de Maria e José,

## Como líderes da Igreja
De acordo com o Evangelho de Marcos, a mãe e os irmãos de Jesus estavam, no começo, céticos sobre o Seu ministério, mas depois se tornaram parte do movimento cristão. Tiago, o "irmão do Senhor", presidiu sobre a igreja de Jerusalém após a dispersão dos apóstolos. Os parentes de Jesus provavelmente exercitaram realmente alguma liderança entre as comunidades até que os judeus foram expulsos da área com a fundação da Élia Capitolina nas ruínas de Jerusalém.
Em um estágio anterior também, Tiago, irmão do Senhor,[nota c] e a quem Jesus teria dado a graça especial de aparecer após a ressurreição[nota d] era, juntamente com Pedro e João, considerado um líder da igreja de Jerusalém e, quando eles partiram, Tiago se tornou a principal autoridade de Jerusalém e era tido na mais alta estima pelos judeus-cristãos. Hegésipo relata que ele foi executado pelo Sinédrio em 62 d.C.
A referência de Sexto Júlio Africano aos Desposyni ficou preservada na História Eclesiástica de Eusébio de Cesareia (I, vii 11, 13–14):
| “ | Para os parentes do Senhor de acordo com a carne, seja com o desejo de se vangloriar ou simplesmente para dizer a verdade, em cada caso, chegou a nós o seguinte relato (11)....Mas como tinham sido mantidas nos arquivos até aquele tempo as genealogias dos hebreus, assim como daqueles que traçam a sua linhagem até os proselitistas, tais como Achior, o amonita, e Rute, a moabita, e àqueles que estavam misturados com os israelitas e que fugiram do Egito com eles, Herodes, mesmo que esta linhagem israelita em nada o beneficiasse, e conhecedor por si de sua própria linhagem ignóbil, queimou todos os registros genealógicos, pensando que assim ele poderia parecer de uma origem nobre se ninguém fosse capaz de, por meio de um registro oficial, traçar sua linhagem até os patriarcas ou os proselitistas e os que se misturaram com eles, que eram chamados de Georae. Uns poucos cuidadosos, porém, tendo obtido registros privados por conta própria, seja lembrando os nomes ou obtendo-os de alguma outra forma dos registros, se orgulhavam em preservar a memória de sua origem nobre. Entre estes, estavam os que já mencionamos, chamados Desposyni, por conta de sua conexão com a família do Salvador. Vindos de Nazaré e de Cochaba, vilas na Judeia, até outras partes do mundo, eles recitavam de memória e de um livro que mantinham com a maior acuracidade possível, a já citada genealogia. Se era mesmo este o caso então ou se ninguém conseguira outra explicação, como é a minha própria opinião e a de todas as outras pessoas cândidas. E que isso seja suficiente, pois, ainda que não possamos desejar um testemunho que suporte o relato, também não podemos oferecer nada melhor ou mais verdadeiro. | ” |
|   | — História Eclesiástica , Eusébio de Cesareia. |   |

Eusébio também preservou um trecho de uma obra de Hegésipo (ca. 110 – ca. 180), que escreveu cinco livros (todos perdidos, a não ser pelas citações preservadas em Eusébio) de Comentários sobre os atos da Igreja. Ele menciona descendentes de Judas vivendo durante o período do imperador romano Domiciano (r. 81–96). Eusébio de Cesareia relata o seguinte em sua História Eclesiástica (III, 19–20):
| “ | Mas quando o mesmo Domiciano comandou que todos os descendentes de David fossem assassinados, uma antiga tradição afirma que alguns dos heréticos acusaram os descendentes de Judas (dito irmão do Senhor pela carne), com base em sua linhagem vinda de Davi e sua relação com o próprio Cristo. Hegésipo relata esses fatos usando as seguintes palavras. | ” |
|   | — História Eclesiástica, Eusébio de Cesareia. |   |

Seguem as palavras de Hegésipo:
| “ | Da família do Senhor ainda estão vivos os netos de Judas, que acredita-se que tenha sido irmão do Senhor pela carne. Foram passadas informações de que eles seriam da família de Davi e eles foram levados até o imperador Domiciano pelo Evocatus, pois Domiciano temia a vinda de Cristo como Herodes também temeu. Ele os perguntou se eles eram descendentes de Davi e eles confessaram que eram. Então ele os perguntou quais eram as suas propriedades e quanto dinheiro eles tinham. E ambos responderam que eles tinham apenas nove mil denários, metade para cada um. E estas posses não consistiam de prata, mas de um pedaço de terra de trinta e nove acres sob os quais eles coletavam impostos e se sustentavam por seu próprio trabalho. E eles foram perguntados sobre Cristo e o seu reino, de que tipo era, onde estava e quando seria, ao que eles responderam que não se tratava de um reino temporal e nem terreno, mas um reino celestial e angélico, que apareceria no final dos tempos, quando ele virá em toda glória para julgar os vivos e os mortos, dando à cada um de acordo com as suas obras. Ouvindo isso, Domiciano não passou seu julgamento contra ele, desprezando-os como se não tivessem importância, e os deixou partir. E, por decreto, encerrou a perseguição à Igreja. Após terem sido soltos, eles lideraram as igrejas por terem sido testemunhas e também parentes do Senhor. E a paz tendo sido estabelecida, eles viveram até o tempo de Trajano. Estas foram as palavras de Hegésipo. | ” |
|   | — História Eclesiástica, Eusébio de Cesareia, citando Hegésipo. |   |

Epifânio de Salamina, em sua obra Panarion, menciona um Judas Ciríaco (Judas de Jerusalém), bisneto de Judas, como tendo sido o último bispo de Jerusalém judeu antes da Revolta de Barcoquebas.

## O grau de consanguinidade entre os Adelfos e Jesus
O Novo Testamento (escrito originalmente em grego) nomeia Tiago, o Justo, José, Simão e Judas como os adelfos (adelphoi) de Jesus.[nota a][nota b][nota e][nota f][nota g] Delphys é a palavra grega para "útero" e, por isso, adelphos significaria, literalmente, "(os) do mesmo útero" neste contexto. Porém, há muita controvérsia sobre esta interpretação.
Porém, Eusébio de Cesareia e Epifânio de Salamina, importantes teólogos do Cristianismo primitivo aderiram à doutrina da perpétua virgindade de Maria e, portanto, não aceitavam que Maria pudesse ter tido outros filhos além de Jesus. Eusébio e Epifânio de Salamina defendiam que estes eram filhos de José de um casamento anterior. Orígenes (184–254) também escreveu "de acordo com o Evangelho de Pedro, os irmãos de Jesus eram filhos de José com uma ex-esposa, com quem ele se casou antes de Maria".
A apócrifa "História de José, o Carpinteiro", escrita no século V e emoldurada como uma biografia de José ditada por Jesus, descreve como José teve com sua primeira esposa quatro filhos e duas filhas. Os nomes de seus filhos eram Judas, Justo, Tiago e Simão, e os nomes das duas filhas eram Assia e Lídia. Anos depois da morte de sua primeira esposa, ele levou Maria. Portanto, os irmãos de Jesus seriam os filhos de José com sua primeira esposa.
O Protoevangelho de Tiago afirma explicitamente que José era viúvo e tinha filhos na época em que Maria foi confiada aos seus cuidados.
A Enciclopédia Católica, citando os textos contidos nos escritos apócrifos, escreve que:
| “ | Aos quarenta anos de idade, José casou-se com uma mulher chamada Melcha ou Escha por alguns, Salomé por outros; eles viveram quarenta e nove anos juntos e tiveram seis filhos, duas filhas e quatro filhos, o mais jovem dos quais era Tiago (o Menor, "o irmão do Senhor"). Um ano após a morte de sua esposa, os sacerdotes anunciaram através da Judéia que desejavam encontrar na tribo de Judá um homem respeitável para desposar Maria, então com 12 a 14 anos de idade. José, na época com noventa anos, subiu a Jerusalém entre os candidatos; um milagre manifestou a escolha que Deus fez de José, e dois anos depois ocorreu a Anunciação. | ” |

Jerônimo, outro importante teólogo da mesma época argumentava que os adelfos eram filhos de uma irmã de Maria, também chamada Maria. Essa outra Maria seria Maria de Cleofas. Portanto, os adelfos de Jesus seriam primos de Jesus. Uma proposta moderna afirma que estes homens eram filhos de Cleofas (irmão de José, de acordo com Hegésipo) e Maria de Cleofas (não necessariamente a irmã de Maria, mãe de Jesus).
A doutrina oficial da Católicos romanos e dos Ortodoxos é de que Maria teria sido uma virgem perpétua, assim como muitos dos primeiros Protestantes, incluindo Martinho Lutero, Calvino e Zuínglio, assim como John Wesley, o líder Metodista do século XVIII. De fato, a maioria dos primeiros cristãos parece não ter questionado esta doutrina. A Igreja Católica, seguindo Jerônimo, conclui que os adelfos eram primos de Jesus, enquanto que os Ortodoxos, seguindo Eusébio e Epifânio, argumenta que eles eram filhos de José, mas de um outro casamento.
Estudiosos do Jesus Seminar sugerem que a doutrina da perpétua virgindade de Maria impediu o reconhecimento de que os irmãos de Jesus eram filhos biológicos de Maria e José. Alguns protestantes modernos geralmente consideram os adelfos como sendo os filhos biológicos de Maria, por José uma vez que estas igrejas entendem geralmente que Jesus é o filho de Deus ao invés de filho de José, os adelfos são vistos portanto como sendo meio-irmãos de Jesus.

### Árvores genealógicas
Além das genealogias de Jesus presentes nos evangelhos de Lucas e Mateus, tem havido diversas tentativas de montar um retrato detalhado da família de Jesus:
- Versão I (baseada em James Tabor)

```
                             Matthat bar Levi
                                    |
        Eleazar                     |
        |                     Heli/Eliaquim
        |                           |
        Matã                ________|____________
        |                   |                   |
        |                   |                   |
    Maria+ Deus         = José (1st) =   Cleofas (2nd)
          |                                     |
          |              _______________________|___________
          Jesus          |      |     |      |      |     |
          5 a.C.- 28     |      |     |      |      |     |
                       Tiago  Joses Judas  Simão  Maria  Salomé
                          m.62 d.C.   |   m. 101 d.C.
                                  ____|____
                                 |         |
                                 |         |
                             Zacarias   Tiago
                           vivos no reinado de 
Domiciano
```

- Versão II (editada)[27]

```
      __________________________________________
      |                                        |
      |                                        |
 Maria=José                                 Cleofas=Maria
      |                                                |
      |______________________________________          |
      |    |     |     |     |      |      |           Simeão
      |    |     |     |     |      |      |           d. 106
     Jesus Tiago Joses Simão irmã  irmã  Judas
           d.62                            |
            |                            Menahem
          Judas                           _|_______
            |                            |        |
         Elzasus                       Tiago     Zoker
            |                                 ?
          Nascien                             |
                                             bispo de Judah Kyriakos
                                                 fl.c.148–149.
```

- Versão III. Epifânio os tornou filhos de José por um casamento anterior.[8]

```
 Maria=José  ----------------- esposa anterior
      |                              |
      |               _________________________________
      |               |     |     |     |      |      |
      |               |     |     |     |      |      |
    Jesus           Tiago Joses Simão  irmã  irmã   Judas
```

- Versão IV. Outras reconstruções os tornariam primos de Jesus. Jerônimo afirma que os irmãos de Jesus eram filhos de Maria de Cleofas, irmã da Virgem Maria.[8]

```
                              Ana=Joaquim 			
         ________________________|________________________________
        |                                                        |
      Maria=José                                         Outra Maria=Cleofas		
           |                                      __________________|_______________
           |                                      |     |     |     |      |      |
           |                                      |     |     |     |      |      |
         Jesus                                  Tiago Joses Simão  irmã  irmã   Judas
```

## Relação interpessoal com Jesus no Novo Testamento
De acordo com os evangelhos sinóticos, particularmente Marcos, Jesus estava uma vez ensinando para uma grande multidão perto da casa de sua própria família. Quando eles perceberam, foram vê-lo e "eles" (não especificado) disseram que Jesus estava "...fora de si."
«e mais uma vez a multidão afluiu, de tal modo que nem sequer podiam comer. Quando seus parentes souberam disto, saíram para o segurar; porque diziam: Ele está fora de si.» (Marcos 3:20–21)
Na narrativa dos evangelhos sinóticos e no Evangelho de Tomé, quando Jesus foi informado que Maria e os adelfos estavam do lado de fora da casa em que está ensinando, Jesus diz que os que fazem o que Pai deseja são seus irmãos e sua mãe. De acordo com Kilgallen, a resposta de Jesus foi uma forma de sublinhar que a sua vida tinha mudado de tal forma que sua família era então menos importante do que os seus ensinamentos sobre o Reino de Deus.
A visão negativa da família de Jesus representada nos Atos e nos Evangelhos pode estar relacionada ao conflito entre Paulo de Tarso e os judeus-cristãos, que mantinham alto apreço pela família de Jesus, por exemplo no Concílio de Jerusalém.